# Martina Bartolomei
Martina Bartolomei (Arezzo, 9 de diciembre de 1990) es una deportista italiana que compite en tiro, en la modalidad de tiro al plato.
En los Juegos Europeos de Cracovia 2023 consiguió una medalla de oro en la prueba de skeet. Ganó una medalla de bronce en el Campeonato Europeo de Tiro de 2021, en la prueba mixta.

## Palmarés internacional
| Juegos Europeos    | Juegos Europeos    | Juegos Europeos   | Juegos Europeos |
| Año                | Lugar              | Medalla           | Prueba          |
| ------------------ | ------------------ | ----------------- | --------------- |
| 2023               | Cracovia (Polonia) | Medalla de oro    | Skeet           |
| Campeonato Europeo |                    |                   |                 |
| Año                | Lugar              | Medalla           | Prueba          |
| 2021               | Osijek (Croacia)   | Medalla de bronce | Skeet mixto     |